# Campionati norvegesi di sci alpino 1986
I Campionati norvegesi di sci alpino 1986 si svolsero a Voss tra il 14 e il 16 febbraio; furono assegnati i titoli di discesa libera, slalom gigante, slalom speciale e combinata, sia maschili sia femminili.

## Risultati

### Uomini

#### Discesa libera
| Pos. | Atleta             | Nazione  | Tempo   |
| ---- | ------------------ | -------- | ------- |
| 1    | Atle Skårdal       | Norvegia | 1:45,02 |
| 2    | Dag Rune Langehaug | Norvegia | 1:45,81 |
| 3    | Jan Ingvar Dokken  | Norvegia | 1:46,00 |

Data: 14 febbraio

#### Slalom gigante
| Pos. | Atleta                | Nazione  | Tempo   |
| ---- | --------------------- | -------- | ------- |
| 1    | Fredrik Zimmer        | Norvegia | 2:26,88 |
| 2    | Leif Magne Engeseth   | Norvegia | 2:27,99 |
| 3    | Øivind Ragnhildstveit | Norvegia | 2:28,20 |

Data: 15 febbraio

#### Slalom speciale
| Pos. | Atleta        | Nazione  | Tempo   |
| ---- | ------------- | -------- | ------- |
| 1    | Torjus Berge  | Norvegia | 1:33,67 |
| 2    | Runar Hellem  | Norvegia | 1:34,91 |
| 3    | Lasse Arnesen | Norvegia | 1:35,66 |

Data: 16 febbraio

#### Combinata
| Pos. | Atleta        | Nazione  |
| ---- | ------------- | -------- |
| 1    | Lasse Arnesen | Norvegia |
| 2    | Magne Knutsen | Norvegia |
| 3    | Gard Telje    | Norvegia |

### Donne

#### Discesa libera
| Pos. | Atleta         | Nazione  | Tempo   |
| ---- | -------------- | -------- | ------- |
| 1    | Bente Bjørnsen | Norvegia | 1:28,96 |
| 2    | Kjersti Nilsen | Norvegia | 1:29,41 |
| 3    | Anne Berge     | Norvegia | 1:29,55 |

Data: 14 febbraio

#### Slalom gigante
| Pos. | Atleta      | Nazione  | Tempo   |
| ---- | ----------- | -------- | ------- |
| 1    | Vibeke Hoff | Norvegia | 2:03,28 |
| 2    | Anne Berge  | Norvegia | 2:06,44 |
| 3    | Eli Hårdnes | Norvegia | 2:06,63 |

Data: 15 febbraio

#### Slalom speciale
| Pos. | Atleta                | Nazione  | Tempo   |
| ---- | --------------------- | -------- | ------- |
| 1    | Anne Kristin Johansen | Norvegia | 1:26,9  |
| 2    | Karine Hesle          | Norvegia | 1:28,48 |
| 3    | Marianne Aam          | Norvegia | 1:29,52 |

Data: 16 febbraio

#### Combinata
| Pos. | Atleta             | Nazione  |
| ---- | ------------------ | -------- |
| 1    | Tordis Jonsdottir  | Norvegia |
| 2    | Merete Fjeldavlie  | Norvegia |
| 3    | Aase Kristine Malm | Norvegia |